# Čaňa
Čaňa (allemand : Tschaan, hongrois : Hernádcsány) est un village de Slovaquie situé dans la région de Košice.

## Histoire
Première mention écrite du village en 1255.
La localité fut annexée par la Hongrie après le premier arbitrage de Vienne le 2 novembre 1938. En 1938, on comptait 1799 habitants dont 113 d’origine juive. Elle faisait partie du district de Füzér-Gönc (hongrois : Füzér-gönci járás). Durant la période 1938 -1945, le nom hongrois Hernádcsány était d'usage. À la libération, la commune a été réintégrée dans la Tchécoslovaquie reconstituée.

## Démographie

### Évolution de la population
| Année:               | 1994. | 2004.    | 2014.    | 2024.   |
| -------------------- | ----- | -------- | -------- | ------- |
| Nombre de personnes: | 4347  | 5013     | 5750     | 6102    |
| Différence:          |       | +15,32 % | +14,70 % | +6,12 % |

| Année:               | 2023. | 2024.   |
| -------------------- | ----- | ------- |
| Nombre de personnes: | 6051  | 6102    |
| Différence:          |       | +0,84 % |

## Transport
Le village possède une gare sur la ligne de chemin de fer entre Košice et Miskolc.